# Amiina
Amiina (Аміна) — ісландський жіночий квартет, до якого входять Гілдур Арсайлсдоттір, Едда Рун Олафсдоттір, Марія Гулд Маркан Сіґфусдоттір та Солрун Сумарлідадоттір. Часто виступають на концертах Sigur Rós та беруть участь у записі їхніх альбомів. Amiina відомий грою на багатьох інструментах під час своїх концертів, а також тим, що під час виступів учасниці колективу рухаються сценою, змінюючи інструменти.
На початку існування гурту, Amiina була смичковим квартетом, в котрому Марія та Гілдур грали на скрипках, Едад — на альті, а Солрун — на віолончелі. Саме в такому вигляді Amiina записали із Sigur Rós їхні альбоми ( ) та Takk.
Їхнім першим комерційним альбомом був мініальбом Animamina, на котрому розміщено чотири твори. Далі вийшов сингл Seoul. 21 березня 2007 року вийшов їхній перший повний альбом Kurr, після чого колектив провів турне Північною Америкою (березень—квітень) та Європою (травень).
10 грудня 2007 року квартет видав другий сингл з альбому Hilli (At The Top Of The World), який було записано спільно з Лі Газлвудом (Lee Hazlewood). На початку 2008 Amiina з'явився в ісландському фільмі Brúðguminn. В першій декаді 2009 року спільно з Kippi & Maggi було видано мініальбом Re Minore.

## Дискографія
Альбоми
- Kurr (21 березня 2007)
- Puzzle (вересень 2010)

Мініальбоми
- AnimaminA (9 травня 2005)
- Re Minore (2009)

Сингли
- «Seoul» (6 листопада 2006)
- «Hilli (At The Top Of The World)» (17 грудня 2007)
- «Over & Again» (2010) [500 примірників]
- «What are we waiting for?» (вересень 2010)

Компіляції
- Screaming Masterpiece (2005)
- Kitchen Motors Family Album/Fjölskyldualbúm Tilraunaeldhússins (весна 2006)
- Nightmare Revisited («Doctor Finkelstein/In the Forest») (2008)